# Nacaeus spegazzinii
Nacaeus spegazzinii är en skalbaggsart som först beskrevs av Max Bernhauer 1933.  Nacaeus spegazzinii ingår i släktet Nacaeus och familjen kortvingar. Inga underarter finns listade i Catalogue of Life.